# Felicja Kaftal
Felicja „Fella” Kaftal, z domu Jolles (ur. 1844, zm. 3 czerwca 1907) – warszawska Żydówka, pierwsza warszawska dziennikarka.

## Życiorys
Była jednym z siedmiorga dzieci Bernarda Jollesa, bankiera, zaangażowanego w budowie pierwszych kolei niemieckich i Teresy Blumberg. Wychowywała się i kształciła w Berlinie.  Po bankructwie ojca przeniosła się do Warszawy i wyszła za mąż za Izydora Kaftala (1824-1901). 
Była pierwszą warszawską kobietą dziennikarką. Współpracowała z „Kurierem Warszawskim” – pierwszą gazetą drukującą lokalne wiadomości dla mieszkańców stolicy – oraz „Kurierem Porannym”. 
Marian Fuks, w książce Żydzi w Warszawie wspomina salon u Felicji i Izydora Kaftalów przy ul. Senatorskiej 28, gdzie odbywały się spotkania towarzyskie i przyjęcia, którym towarzyszyła muzyka - gościem wśród warszawskiej elity i przedstawicieli dyplomacji bywał m.in. Bolesław Prus. Zgodnie z opisem Fuksa, W „Kurierze Porannym” Kaftalowa prowadziła rubrykę Z życia towarzyskiego Warszawy, dział mód i pisywała recenzje z koncertów, przedstawień operowych i teatralnych. Tłumaczyła także nowiny z prasy zagranicznej (posługiwała się angielskim, niemieckim, francuskim i włoskim - lepiej niż polskim) i była wyrocznią w kwestii mody dla warszawskich dam. Ponadto, wraz z mężem preparowała żartobliwe anegdoty na jego temat, które umieszczała w rubryce Pan Izydor powiedział... w „Kurierze Świątecznym”, długie lata bawiąc Warszawę.
W 1893 wraz z córką przeszła na katolicyzm. Felicja i Izydor Kaftal mieli córkę Marię Małgorzatę Kazimierę Gustawę (Margot) Kaftal (1873-1942), znaną śpiewaczkę operową. Po śmierci męża w 1901 Kaftalowa przejęła magazyn starożytności na rogu ul. Niecałej i Wierzbowej, nadal działając jako dziennikarka.  

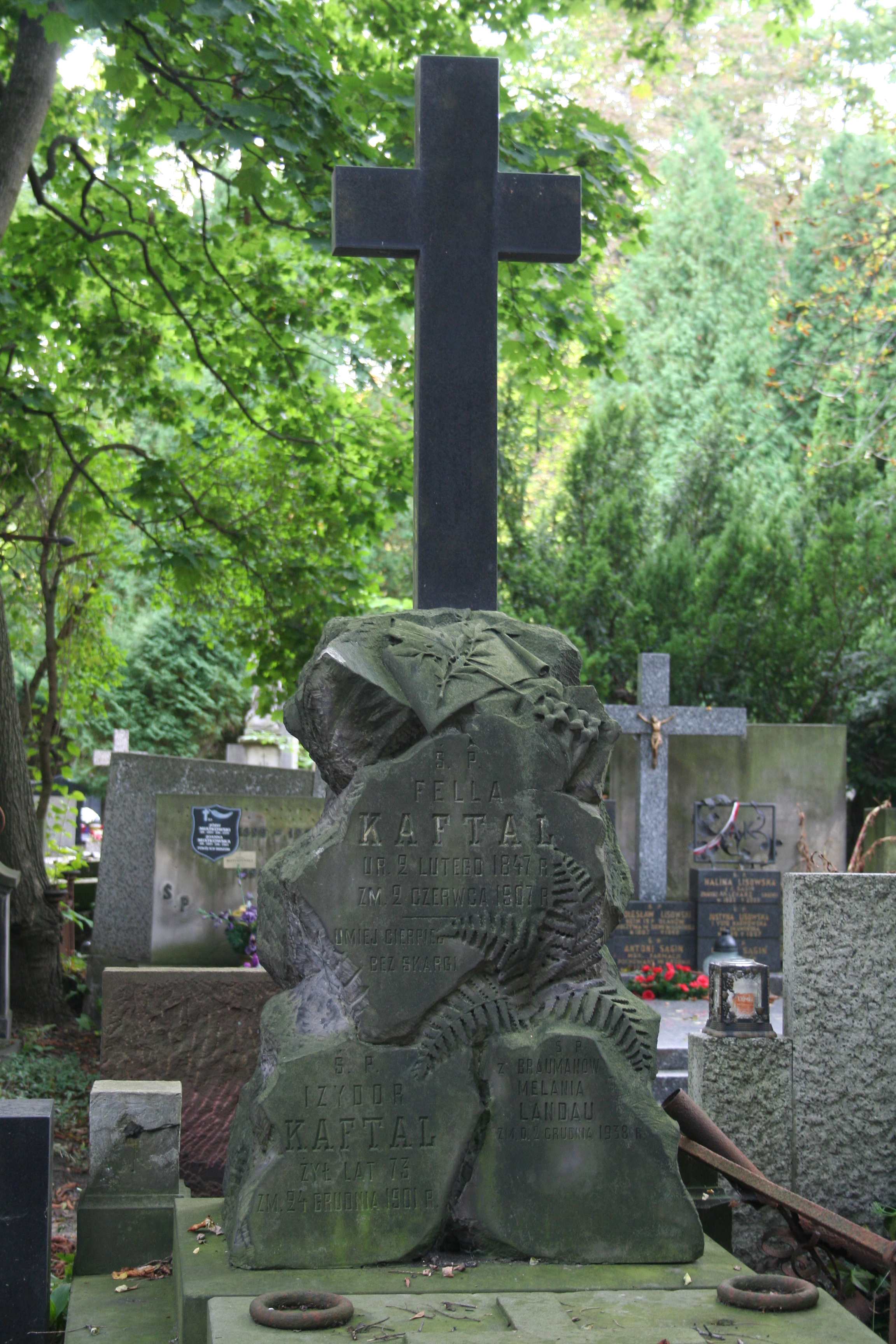
Grób Felicji Kaftal na warszawskim cmentarzu Powązkowskim

Felicja Kaftalowa spoczywa wraz ze swoim mężem na cmentarzu Powązkowskim w Warszawie (kw. 208–I–14).